# Polihierax semitorquatus
Polihierax semitorquatus là một loài chim trong họ Falconidae.